# Carlos Gardel
Carlos Gardel, född 11 december 1890 i Toulouse i Frankrike, död 24 juni 1935 i Medellín i Colombia, var en franskfödd Argentinsk  populär tangosångare och tangomusikens första superstjärna. Gardel var också skådespelare och uppträdde i och skrev musik till många, främst amerikanska, filmer. 
Födelseplats och födelseår för Gardel var ett tag omstritt, 1920  bestämde han sig för att registrera sig vid det uruguayanska konsulatet. Han registrerades som en uruguayan född i Tacuarembó 3 år före sin egentliga födelse: den 24 december 1890 i Toulouse i Frankrike. 2012 hittades dock hans födelseattest, vilken bekräftade att han föddes i Toulouse. Han dog i ett flyghaveri utanför Medellín i Colombia på höjden av sin karriär. Med på planet fanns också diktaren och följeslagaren Alfredo Le Pera, även han omkom vid haveriet. 

## Karriär
Gardel är för många själva symbolen för tangomusiken och som immigrant själv ett barn av den form av musik och dans som växte fram i immigrantkvarteren i Buenos Aires. 
Carlos Gardels föddes som Charles Romuald Gardes i Toulouse som son till en okänd fader och Berte Gardes (1865-1943). Enligt Berte Gardes föddes han i Frankrike men kom som tvååring till Argentina och Buenos Aires där han växte upp. Hans namn förspanskades till Carlos Gardel. Det är säkert att han befann sig i Buenoes Aires som sexåring.
Det finns också versionen att Carlos Gardel föddes den 11 december 1887 på Estancia Santa Blanca, överste Carlos Escayolas egendom i Tacuarembó (Uruguay).
Gardel hade en mörk, sensuell barytonröst med stor musikalisk och dramatisk styrka som skapade musikaliska mästerverk. Tillsammans med Alfredo Le Pera skrev Gardel ett antal klassiska tangolåtar "Mi Buenos Aires Querido", "Volver", "Por una cabeza."
Gardel gifte sig aldrig, och än i dag omvärvas han i Argentina dels av en omfattande ryktesbildning vad gäller hans påstådda homosexualitet, dels av ett officiellt förnekande av densamma. Under 1930-talet hade Gardel ett hemligt romantiskt förhållande till Isabel del Valle enligt biografen Simon Collier.

## Eftermäle
Asteroiden 6380 Gardel är uppkallad efter Carlos Gardel.

## Diskografi (urval)

Från Carlos Gardel, station vid Buenos Aires Metro.

- Sos Mi Tirador Plateado (1912) – Gardels första inspelade sång.
- Brisas de la tarde (1912)
- Pobre mi madre querida (1912)
- Mi noche triste (1917) – Gardels första inspelade tango.
- Flor de fango (1917)
- Caminito (1926)
- Isla de Flores - (1927)
- Tomo y obligo (1931)
- Silencio (1933)
- Melodía de arrabal (1933)
- Desdén (1933)
- Amores de estudiante (1934)
- Golondrinas (1934)
- Cuesta abajo (1934)
- Mi Buenos Aires querido (1934) – med Alfredo Le Pera
- Soledad (1934)
- Volver (1935)
- Guitarra guitarra mía (1935)
- Por una cabeza (1935) – med Alfredo Le Pera
- Sus ojos se cerraron (1935)
- Lejana tierra mía (1935)
- Volvió una noche (1935)
- Adiós Muchachos – Sista inspelade sång

## Filmografi
- 1917 - Flor de Durazno (Gardels första film)
- 1930 - Añoranzas
- 1930 - Canchero
- 1930 - El carretero
- 1930 - El quinielero
- 1930 - Enfundá la mandolina
- 1930 - ¡Leguisamo solo!
- 1930 - Mano a mano
- 1930 - Padrino Pelado
- 1930 - Tengo miedo
- 1930 - Viejo smoking
- 1930 - Yira, yira
- 1931 - Luces de Buenos Aires
- 1932 - Esperame
- 1932 - La Casa es seria
- 1932 - Melodía de Arrabal
- 1934 - Cuesta abajo
- 1934 - El Tango en Broadway
- 1935 - El día que me quieras
- 1935 - Cazadores de estrellas
- 1935 - Tango Bar